# فصل الخطاب في إباحة العود والرباب
فصل الخطاب في إباحة العود والرباب هو كتيب صغير يردُّ فيه أحمد فضل القمندان بحجج فقهية وعقلية على عدد من المقالات تحتوي على إشارات لتحريم الغناء والموسيقى نشرت في صحيفة «فتاة الجزيرة» التي كانت تصدر من عدن وكان القمندان يصدر فيها معظم قصائده ومقالاته، ويرد في ذلك الكتيب أيضاً على كتاب أُصدِرَ للفقيه الحضرمي «محسن بن محمد العطاس» تحت عنوان «رقية المصاب بالعود والرباب» يحرم فيه استخدام الآلات الموسيقية، ويرد فيه كذلك على عدد من الفتاوى التي أقرَّت بالمثل صدرت من علماء من الشطر الشمالي لليمن.

## عن الكتاب
ألَّف القمندان الكتيب ونشره في فترة الأربعينيات في عدن، وطبع الكتيب مرتان الأولى كانت في عام 1938 ومن ثم طُبع مرة أخرى في عام 1941. وفي تلك الفترة كانت قصائده الغنائية وألحانه منتشرة بشكل واسع ولاسيما في عدن وما جاورها وكان ديوانه الوحيد قد طُبع ولقي نجاحاً في الأسواق المحليّة فلم تكن عدن تحتاج إلى كتيب ليدافع عن الموسيقى، وجاء كتيبه هذا ليرد على عدد من الفتاوى التي أقرت بتحريم الغناء والموسيقى وبالتحديد تلك التي صدرت من علماء في الشطر الشمالي، إذ كان تحريم السماع سائداً هنالك في تلك الفترة في الأربعينيات تحت حكم الأئمة،  ويعتقد البعض بأن القمندان إنما نشر كتيبه هذا ضمن سلسلة من الهجمات التي شنها ضد نظام الأئمة في الشمال الذي كان في صراع سياسي معه، منوهين أن لهذا الكتاب بعد سياسي عدا الديني، وعلى كل حال فإن الكتاب لم يلقى اهتماماً من العلماء في الشمال ولم يتطوع أحد منهم للرد عليه.
فيما يتعلق بالمسائل والحجج الفقهية والأحاديث التي يرى أنها تنص صراحة على جواز الاستماع أعتمد الشاعر على عدد من المصادر والكتب لفقهاء معروفين وأورد آراءهم، ولكنه اعتمد بشكل كبير على كتاب «نهاية الأرب في فنون الأدب» من تأليف شهاب الدين أحمد بن عبد الوهاب النويري وهو من فقهاء القرن الثامن الهجري واعتمد بشكل أساسي على السفر الرابع الذي يتحدث فيه النويري في حوالي 70 صفحة عن آراء الفقهاء حول مسألة الغناء ويذكر فيه أدلّة المحرمين والمبيحين وإن تحدث بشكل أكبر عن أدلة العلماء الذين يبيحون الغناء وسلك القمندان مسلكه في ذلك حيث أسهب في الحديث عن أدلة المبيحين ولم يورد الكثير من أدلة المحرمين واكتفى بالقول أن الأحاديث التي يستدلون بها موضوعة وليست صحيحة واستند في قوله هذا على آراء النويري، وغيره فقد أخذ عن الإمام الشوكاني في كتابه «نيل الأوطار» وبشكل خاص في «باب اللهو والدف» حيث أن جزء كبير من الكتاب هو عبارة عن اقتباس للشوكاني في كتابه مع إيجاز لآراءه، وأخذ كذلك من كتاب «أسباب النزول» من تأليف السيوطي، وأيضاً «العقد الفريد» لأبن عبد ربه. وإلى جانب إستشهاده بآراء علماء الدين يضيف القمندان أنه في عصرنا الحالي لم تصدر أي فتوى من جامع الأزهر أو غيره من الجامعات الإسلامية تحرم الغناء، بل ويذكر أن العديد من الشخصيات في الأزهر تحضر الكثير من الحفلات الرسمية التي يسمع فيها مختلف الآلات الموسيقية.
على الرغم من اعتماد الشاعر القمندان على الحجج الفقهية والأحاديث إلا أنه يعود ليذكر بأن لا حاجة للفقه في هذه المسألة، فهو ينكر الاعتماد على مصادر الفقه والأحاديث إذا ما خالفت العقل، حيث يورد في كتيبه:
وهذين البيتين السابقين جزء من قصيدة ألّفها الشاعر ووضعها في نهاية كتيبه، بالتحديد في الصفحة 15، ووضع لها العنوان «تشطير أبيات العود». في بداية القصيدة يتسائل الشاعر عن الذين حرّموا الغناء والموسيقى، ويجزم أن افتقادهم إلى الذوق والحس الجمالي هو الذي أعطى لهم المسوغات للتحريم وأوهمهم أن الغناء ليس من الدين، ويستنكر ذلك فيهم. ويذكرهم بأن الله هو الذي خلق الغناء وأباحه للخلق جميعاً، وليس فقط الإنسان، وأنّ الغناء مباح بين البشر منذ القدم منذ عهد داؤود وما قبله. ولكنّه بعد ذلك يعود ليذكر بأن الغناء ليس محرماً في حدِّ ذاته، ولكنّ اشتماله على أمور تخالف الشرع يجعله كذلك. وفي نهاية القصيدة يدعو إلى تحكيم العقل قبل الإقرار بالتحريم أو الإحلال للغناء أو غيره.
أستُقبل الكتيب استقبالاً جيداً وحظي باهتمام الباحثين الإسلاميين في عدن، وعلى الرغم من أن القمندان هاجم علماء الدين في الشطر الشمالي هجوماً صريحاً، إلا أن الرد عليه جاء بداية من عدن عندما نُشر كتيب موقع باسم «الشيخ الهندي» - وتظل هويته غير معروفة - يرد فيه مؤلفه على حجج القمندان في «فصل الخطاب»، ولم تصدر أي ردة فعل من علماء الأئمة. وإلى جانب هذا فقد حصد الكتاب ردوداً أخرى شعرية وذلك رداً على أبيات للقمندان ضمنها في كتيبه، أصدر تلك الأبيات الشاعر المعاصر للقمندان «عبد المجيد الأصنج» وأصدر كذلك أبيات أخرى يحاكي فيها وزن وقافية قصيدة القمندان «حالي واعنب رازقي» يدعو هذه المرة إلى التمسك بالأخلاق الحميدة وترك الخمور في إشارة منه إلى أن الغناء لطالما كان مصاحباً للسكر وفساد الأخلاق. وهذه القصيدة «حالي واعنب رازقي» قد أثارت ضجة كبيرة من قبل، إذ انتشرت كثيراً وذاع صيتها، وكان بعض علماء الدين يرون في هذه القصيدة دعوة صريحة لمعاقرة الخمر منهم «محمد سالم البيحاني» الذي شن حملة دامية ضد هذه القصيدة وكتب عدة مقالات في «فتاة الجزيرة» ينتقد فيها الشاعر القمندان ويوقع في نهاية كل مقال له بهذه الصورة «البيحاني، خريج جامع الأزهر»، فيرد عليه الشاعر بمقالات يوضح فيها أن قصائده لا تتضمن أي مما ذكر ويطبع توقيعه هو أيضاً بصورة ساخرة بقوله «أحمد فضل القمندان، خريج مسجد مساوى» (مسجد صغير في الحوطة). أورد القمندان هذا الخلاف في كتيبه «فصل الخطاب». وقصيدة الشيخ الشاعر عبد المجيد الأصنج الذي نظمها على وزن وقافية «حالي واعنب رازقي» ووضع لها العنوان «من للباب ذا المغلق»، قام بغنائها وتسجيلها الفنان عوض عبد الله المسلمي في عام 1950 بعد وفاة القمندان بسبع سنين.
أحد الأسباب الرئيسية التي أعطت للشاعر القمندان ثقافته الدينية التي ظهرت جليّاً في كتيبه «فصل الخطاب في إباحة العود والرباب» هو علاقة الصداقة التي ربطته بالشيخ أحمد محمد العبادي، وهو أحد شيوخ مدينة الحوطة وكان مجتهداً في إصدار فتاواه بالاعتماد على القرآن والسنّة النبوية، فقد كان من أهل السنة والجماعة وتأثر بأفكار ابن تيمية وكان يأخذ من أحكام المذاهب الأربعة وإن غلب عليه الميل نحو مذهب الإمام أحمد بن حنبل. كان العبادي يقيم في الحوطة مسقط رأس الشاعر، وساند هناك القمندان في محاربة الجهل وخرافات المشعوذين، وتقلّد فيها إدارة المدرسة المحسنية (مدرسة الثورة الابتدائية حاليّاً) وذلك قبل أن ينتقل إلى مدينة الشيخ عثمان حيث ترأس هناك «نادي الإصلاح» وأصبح إمام مسجد «الحاج زكريا». وقد كان القمندان يكثر من زيارته في مسكنه في الشيخ عثمان، حيث كان يتناول العديد من مؤلفات مكتبته التراثية. وكانت العلاقات نشيطة بينهما وامتدت إلى الشعر حيث خاض القمندان مساجلة شعرية معه بعد أن أهداه كتاب «تبليس إبليس» لإبن الجوزي.